# Liste der portugiesischen Botschafter in Panama
Die Liste der portugiesischen Botschafter in Panama listet die Botschafter der Republik Portugal in Panama auf. Die beiden Staaten unterhalten spätestens seit 1912 offizielle diplomatische Beziehungen. Einen ersten Geschäftsträger für Panama ernannte die Regierung Portugals 1912, am 10. Juli 1913 wurde die portugiesische Vertretung (Legation) in Panama-Stadt eröffnet. Auch Costa Rica, Kolumbien und Venezuela gehörten zu ihrem Amtsbezirk. Am 10. Mai 1919 schloss Portugal die Legation in Panama wieder.
Am 31. März 1958 erneuerten beide Staaten ihre diplomatischen Beziehungen. Am 15. März 1966 beschloss die Regierung Portugals die Eröffnung einer Botschaft in Panama, eine vollständige Umsetzung blieb jedoch aus. Erst 2015 eröffnete Portugal wieder eine Botschaft in Panama-Stadt.
Portugal unterhält seine Vertretung in der Hauptstadt Panama-Stadt im dortigen Bürogebäude Torre Optima (Avenida Samuel Lewis, Ecke Calle 55 Este).

## Missionschefs
| Name                                                  | Bild   | Amtszeit                          | Anmerkungen                                                                           |
| Panama                                                | Panama | Panama                            | Panama                                                                                |
| ----------------------------------------------------- | ------ | --------------------------------- | ------------------------------------------------------------------------------------- |
| Fernão Amaral Bôto Machado                            |        | 23. Dezember 1913 –25. April 1918 | Ministro Plenipotenciário, verließ seinen Posten am 22. Mai 1915                      |
| Amândio Mourão de Mendonça Corte Real da Silva Pinto  |        | 1978–                             | Botschafter, am 4. April 1978 in Panama-Stadt doppelakkreditiert                      |
| António Manuel Syder Santiago                         |        | 1989–                             | Botschafter, am 16. Februar 1989 in Panama-Stadt doppelakkreditiert                   |
| António Abel Martins Pereira de Menezes Pinto Machado |        | 1992–                             | Botschafter, am 13. Februar 1992 in Panama-Stadt doppelakkreditiert                   |
| Augusto Martins Gonçalves Pedro                       |        | 1996–                             | Botschafter, am 27. November 1996 in Panama-Stadt doppelakkreditiert                  |
| Joaquim José Ferreira da Fonseca                      |        | 2005–                             | Botschafter                                                                           |
| Augusto José Pestana Saraiva Peixoto                  |        | 2007–                             | Botschafter                                                                           |
| João Manuel Mendes Ribeiro de Almeida                 |        | 2013–                             | Botschafter                                                                           |
| Pedro Maria Santos Pessoa e Costa                     |        | seit 20. Oktober 2015             | Botschafter am neueröffneten Amtssitz Panama-Stadt, am 23. November 2015 akkreditiert |